# Finnmarksvidda
Finnmarksvidda (nordsamisch Finnmárkkoduottar) ist das größte Hochplateau in Norwegen mit einer Fläche von über 22.000 km².
Das Plateau liegt ungefähr zwischen 300 m und 500 m über Meereshöhe und bedeckt ungefähr 36 % von Finnmark.

## Geographie

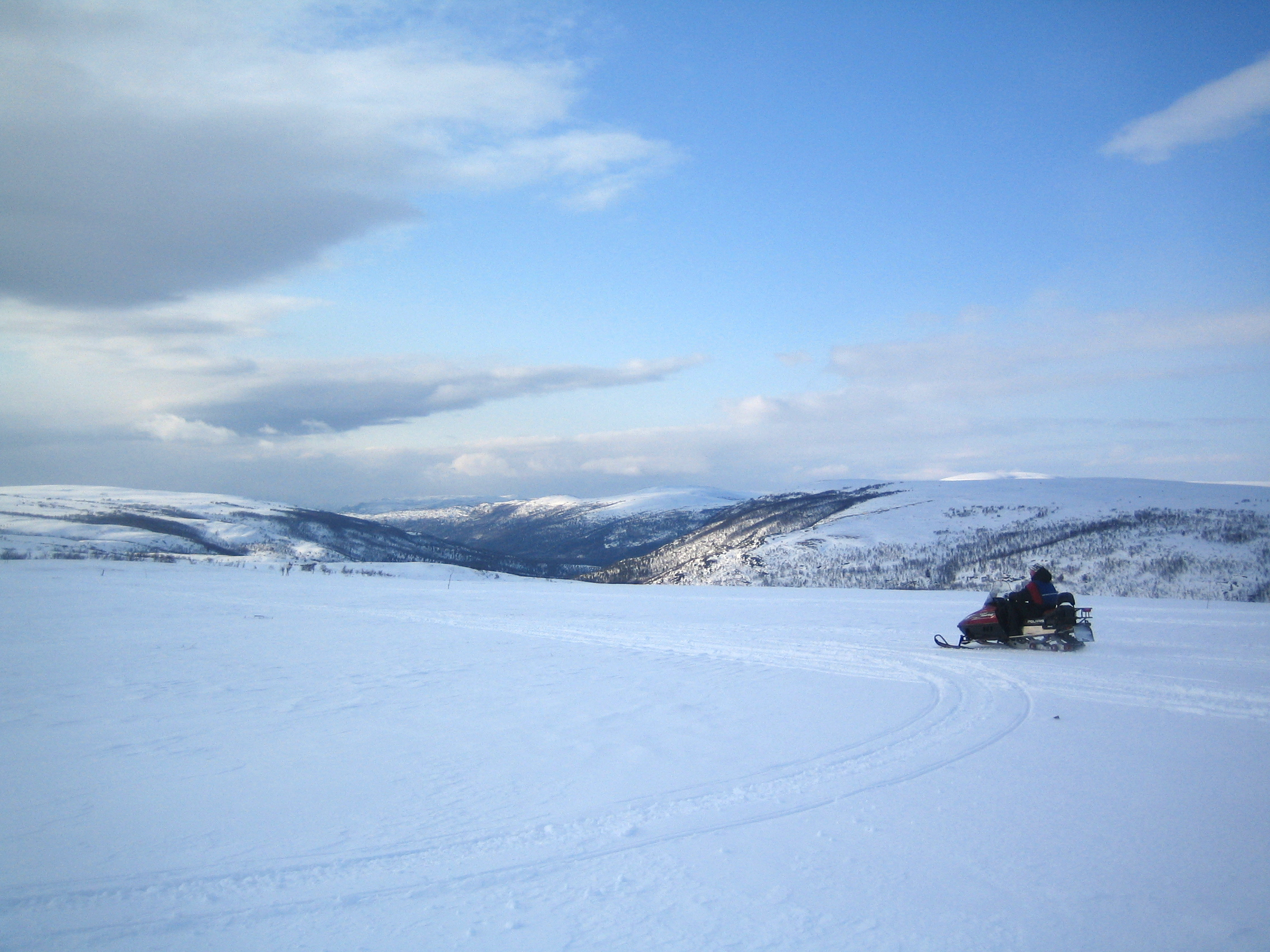
Finnmarksvidda in der Nähe von Alta. Das Tal des Flusses Altaelva ist im Hintergrund.

Von Alta im Westen bis zur Varangerhalbinsel im Osten dehnt sich das Gebiet ungefähr 300 km aus, wobei die Ausdehnung von Norden nach Süden mindestens so groß ist. Im Süden setzt sich das Hochland in Finnland fort. Im südöstlichen Teil des Plateaus befindet sich der Anárjohka-Nationalpark. Der 1 409 km² große Park wurde 1976 eröffnet.

### Rágesjávri-Hütte
Die Rágesjávri-Hütte ist eine einräumige Blockhütte mit 20 Quadratmetern Grundfläche. Sie wurde 1918 als unbemannte Berghütte erbaut, in der Reisende in der Gegend Schutz suchten. In den darauffolgenden 100 Jahren wurde sie mehrmals verlegt, steht aber nun wieder an ihrem ursprünglichen Standort.
Nach ihrem Bau 1918 wurde sie 1929 geschlossen und nach Mollisjok verlegt, wo sie als Unterkunft genutzt wurde. Während des Zweiten Weltkriegs, als sich die Besatzungstruppen aus der Finnmark zurückzogen, wurde die kleine Blockhütte abgebaut. Die Baumstämme wurden versteckt, und so überstand das Gebäude den Krieg, während der Rest des Berghüttenkomplexes niederbrannte. Nach dem Krieg wurde das Gebäude wiederaufgebaut und als Unterkunft für Schäfer genutzt. Nachdem die Berghütten wiederaufgebaut worden war, wurde die Blockhütte ab 1955 als Sommerscheune genutzt. Ab den 1990er Jahren wurde die Schafzucht in Mollisjok eingestellt, und das Gebäude verfiel seitdem. Seit 2023 wird das Gebäude renoviert.

## Fauna und Flora
Das Plateau enthält große Birkenwälder, kleinstämmige, relativ trockene Kiefernwälder (englisch pine barrens), Moore und in der Eiszeit entstandene Gletscherrandseen. Finnmarksvidda liegt vollständig nördlich des Polarkreises und ist am besten als das Land der nomadischen Samen und ihrer Rentierherden bekannt. Deren Schutzhütten in der Tundra werden im Winter immer noch verwendet.

## Klima

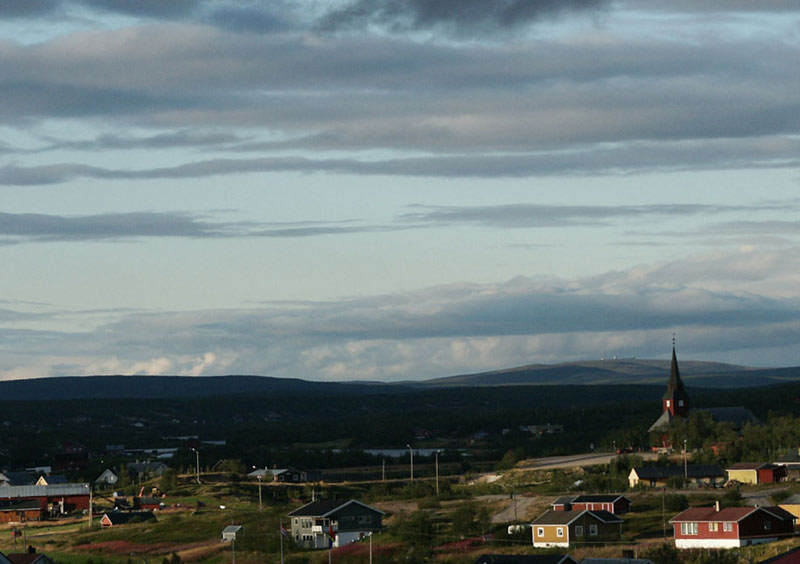
Kautokeino ist Norwegens flächenmäßig größte Gemeinde. Sie beherbergt in ihrem Gebiet die Messstation mit den tiefsten Temperaturen Norwegens am See Šihččajávri.

Finnmarksvidda liegt im innern des Landes und hat Kontinentalklima mit den tiefsten Wintertemperaturen in Norwegen. Die tiefste je in Norwegen gemessene Temperatur war −51,4 °C in Karasjok am 1. Januar 1886. Die 24-Stunden-Durchschnittstemperaturen im Januar und im Juli am selben Ort sind −17,1 °C und 13,1 °C, während der jährliche Durchschnitt bei −2,4 °C liegt. Die Niederschlagsmenge ist nur 366 mm pro Jahr. In Karasjok wurden auch schon Temperaturen bis zu 32,4 °C im Juli gemessen, womit sich eine mögliche jährliche Temperaturschwankung von 84 K ergibt, was in Europa selten ist. Das jährliche Temperaturmittel auf dem Plateau ist mit −3 °C tief, gemessen beim Šihččajávri in Kautokeino, was die niedrigste Durchschnittstemperatur auf dem norwegischen Festland ist, abgesehen von Bergspitzen, sogar tiefer als auf Jan Mayen und der Bäreninsel (norwegisch Bjørnøya).